# Irene Steer
Irene Steer (n. 10 august 1889, Cardiff, Țara Galilor, Regatul Unit al Marii Britanii și Irlandei – d. 18 aprilie 1977, Cardiff, Țara Galilor, Regatul Unit) a fost o înotătoare ce a reprezentat Țara Galilor, medaliată olimpică. A participat la o ediție a Jocurilor Olimpice (1912) în care a câștigat două medalii de aur.